# Clase Tarawa
La clase Tarawa fue una clase de buques de asalto anfibio tipo LHD (landing helicopter dock) de la Armada de los Estados Unidos. Consistió de cinco naves: Tarawa (1976), Saipan (1977), Belleau Wood (1978), Nassau (1979) y Peleliu (1980); todas construidas en los astilleros Ingalls Shipbuilding de Pascagoula, estado de Misisipi.
La clase Tarawa, puso las bases para la posterior clase Wasp, y podrían pasar a primera vista por ellos, a excepción de los arcos que cortan la cubierta de vuelo a proa, donde originalmente, se situaban dos cañones de 127 mm, que nunca equiparon los clase Wasp. El primer buque de la clase, el USS Tarawa, fue botado el 29 de mayo de 1976.
Todos los buques de la clase Tarawa, recibieron sus nombres de batallas famosas de la Guerra de Independencia de los Estados Unidos, Primera Guerra Mundial y Segunda Guerra Mundial. Estaban previstos cuatro buques más de esta clase a largo plazo, pero se cancelaron, antes de ser encargados o dárseles nombre. Cinco buques fueron construidos por Ingalls Shipbuilding entre los años 1971 y 1980.
En el año 2015, el último buque de la clase en activo, el USS Peleliu, fue sustituido por el USS America (LHA-6) de la clase America.

## Diseño

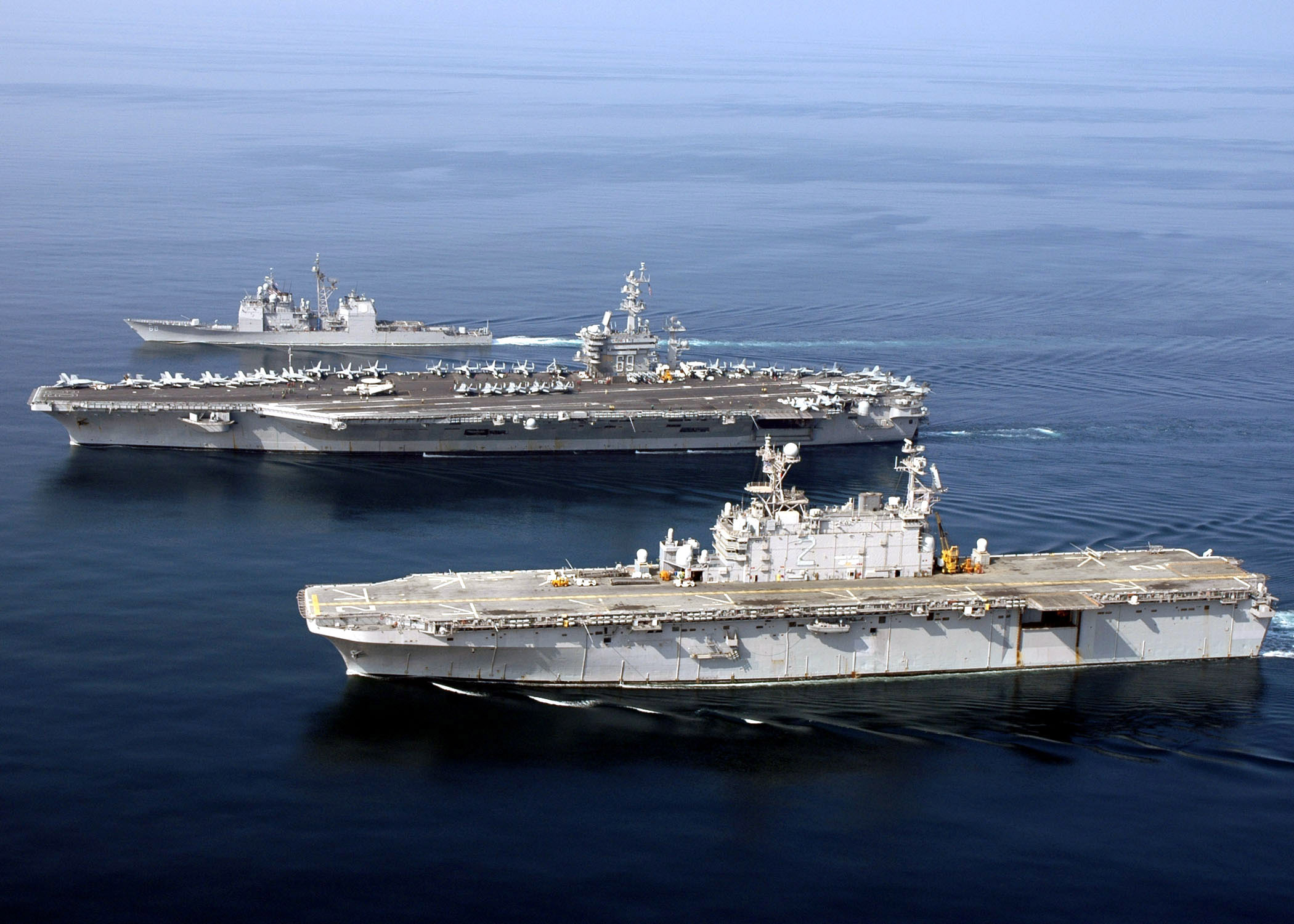
El crucero de misiles guiados Anzio, el portaaviones de la clase Nimitz Dwight D. Eisenhower y el buque de asalto anfibio Saipan navegan en formación, año 2006.

Estas naves tienen un desplazamiento a plena carga de 40 032 t. Cada buque tiene 254 metros (833 pies) de eslora, con una manga de 40 metros (131 pies) y un calado de 8 metros (26 pies).

### Propulsión
La propulsión es provista por dos calderas Combustion Engineering, conectadas a dos turbinas Westinghouse. Estas impulsan dos ejes conectados a hélices con una potencia de 70 000 caballos (52 199 kW). Un buque de la clase Tarawa puede alcanzar una velocidad máxima de 24 nudos (44 km/h) y tiene una autonomía máxima de 10 000 millas náuticas (18 520 km) a una velocidad de 20 nudos (37 km/h). En adición al sistema de propulsión principal, estos buques están equipados con una hélice de proa.

### Armamento defensivo
Al año 1998, el armamento de los buques consistía en un sistema de misiles superficie-aire RIM-116 RAM, dos sistemas de defensa cercana Phalanx CIWS, seis cañones automáticos de 25 mm M242 Bushmaster y ocho ametralladoras pesadas de 12,7 mm. Previamente, estos buques estaban equipados con sistemas de misiles superficie-aire Sea Sparrow -que fueron reemplazados por las unidades Phalanx- y dos cañones ligeros Mk 45 de 127 milímetros (5 plg) instalados en barbetas en la proa -los cañones fueron retirados de toda la clase entre el año 1997 y 1998-. Las contramedidas y señuelos incluían cuatro lanzadores Mark 36 SRBOC, un señuelo remolcado antitorpedo SLQ-25 Nixie, una unidad Sea Gnat, y señuelos antiradar SLQ-49.

### Ala aérea embarcada

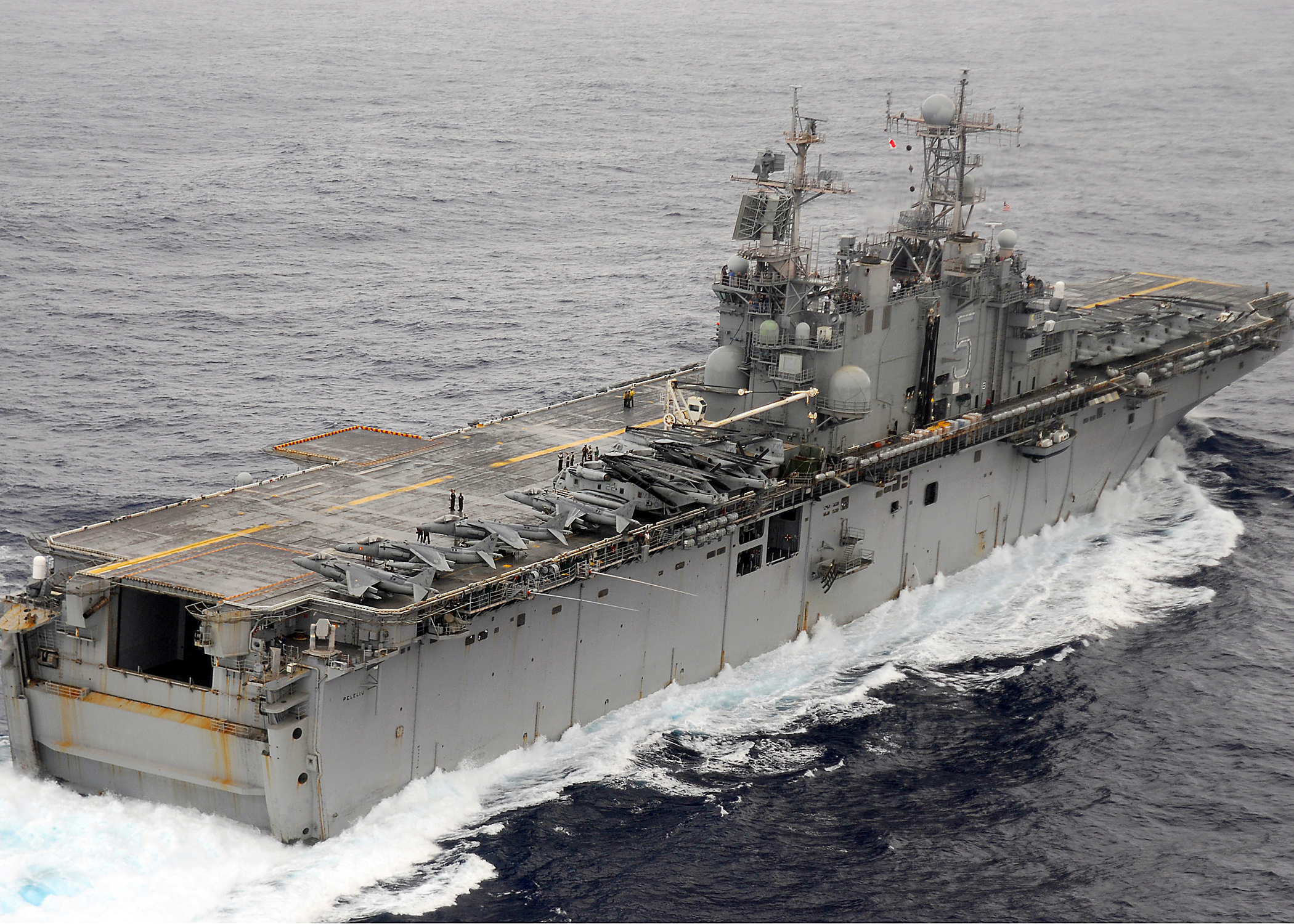
El USS Peleliu con varios aviones y helicópteros en cubierta, año 2008.

La cantidad de helicópteros transportados por cada buque es de hasta 19 Sikorsky CH-53 Sea Stallion, 26 Boeing Vertol CH-46 Sea Knight, o una mezcla de los dos. La cubierta de vuelo de 820 pies (250 m) por 118,1 pies (36 m) está equipada con dos ascensores para aeronaves, y hasta 9 Sea Stallion o 12 Sea Knight pueden ser operados en forma simultánea. Con una pequeña cantidad de modificaciones, las naves podrían transportar y operar hasta seis aviones de despegue vertical McDonnell Douglas AV-8B Harrier II. La cubierta de vuelo deja ver la influencia de los diseños de los portaaviones ligeros equipados con aviones Harrier y helicópteros antisubmarinos que la US Navy estuvo a punto de adquirir.

### Destacamento anfibio

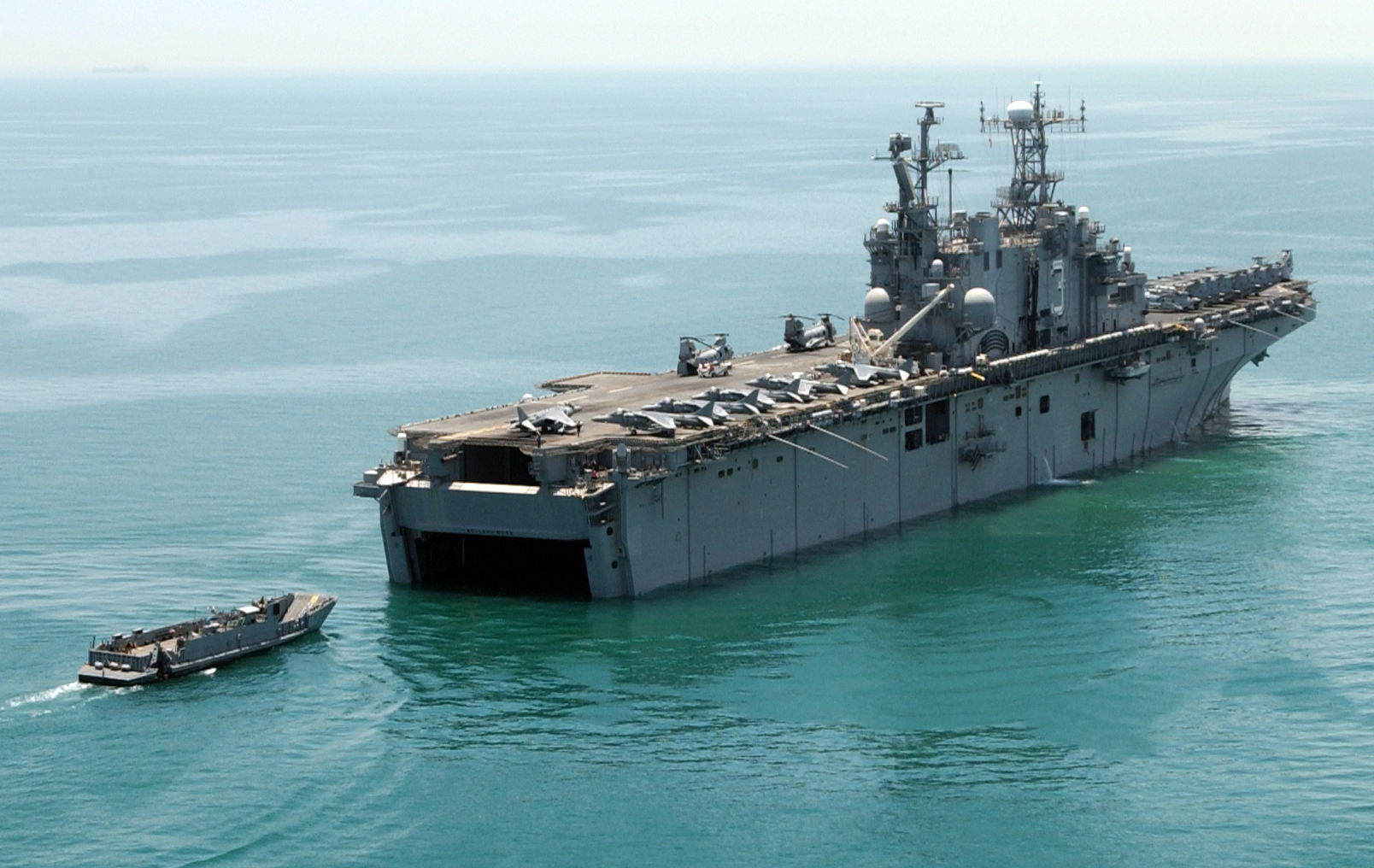
Una lancha de desembarco regresando al dique inundable del USS Belleau Wood, año 2004.

Los buques de la clase Tarawa están diseñados para embarcar un batallón reforzado del Cuerpo de Marines de los Estados Unidos y su equipo. A bordo existen instalaciones suficientes para hasta 1703 marines, mientras 33 730 pies cúbicos (955 m³) están destinados a los vehículos del batallón, y 116 900 pies cúbicos (3310m³) están destinados para provisiones y otros equipos. Además de usar helicópteros para desplegar a personal y equipos, estos pueden ser embarcados y desembarcados  mediante un dique inundable de 268 pies (82 m) por 78 pies (24 m) ubicado en la popa de la nave. Hasta cuatro embarcaciones de desembarco LCU 1610 pueden ser transportados en el dique inundable y pueden operar desde este, junto con otros diseños y combinaciones de embarcaciones de desembarco (dos LCU y dos LCM-8, o 17 LCM-6, o 45 LVT).

### Mejoras introducidas en sucesores
Posteriormente el diseño del Tarawa fue repetido con algunos cambios para los buques de asalto anfibio de la clase Wasp. Los principales cambios a los últimos ocho buques de la clase incluyeron la ubicación más baja del puente de mando en los Wasp, la relocalización de las instalaciones de comando y control en el interior del casco, modificaciones para permitir la operación de los aviones de despegue y aterrizaje vertical Harrier y de las lanchas de desembarco aerodeslizantes LCAC y la remoción de los cañones de 5 pulgadas (127 mm) y sus barbetas para incrementar el tamaño de la cubierta de vuelo.

## Construcción

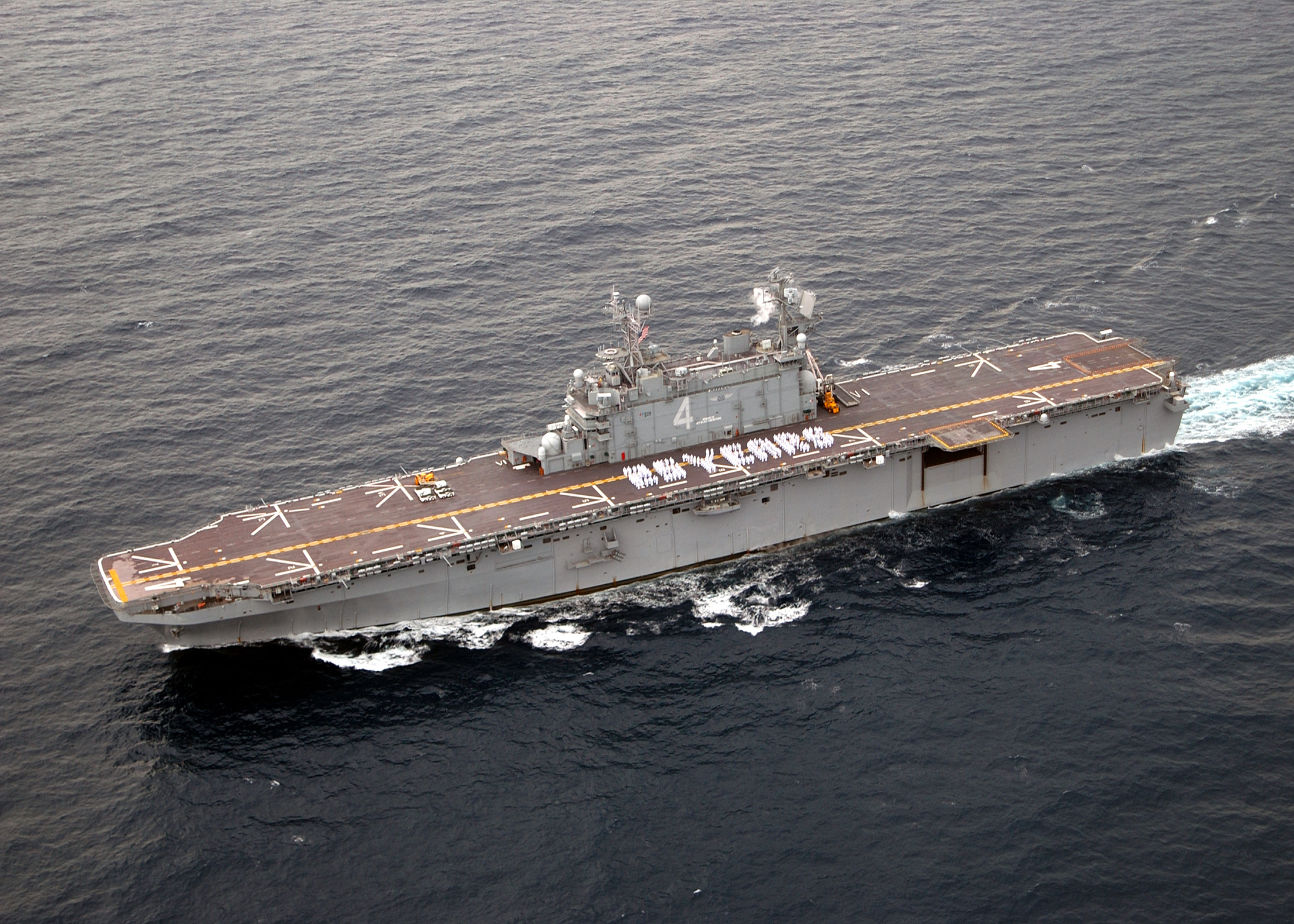
USS Nassau navegando en el año 2004

Los cinco buques fueron construidos por Ingalls Shipbuilding, en los astilleros de la empresa ubicados en Pascagoula, Misisipi. La construcción de los Tarawa fue aprobada durante el Año Fiscal de 1969, con otros dos buques de esta clase solicitados por el Congreso de los Estados Unidos en los años fiscales de 1970 y 1971. Originalmente se contemplaban nueve buques de la clase Tarawa, pero solo cinco fueron pedidos y construidos, y los otros cuatro buques nunca fueron pedidos por la Armada.
El trabajo para el primer buque de esta clase, el USS Tarawa, se inició el 15 de noviembre de 1971, y fue puesto en servicio el 29 de mayo de 1976. El último de los cinco buques, el USS Peleliu, fue completado el 3 de mayo de 1980.

## Retiro del servicio y reemplazo

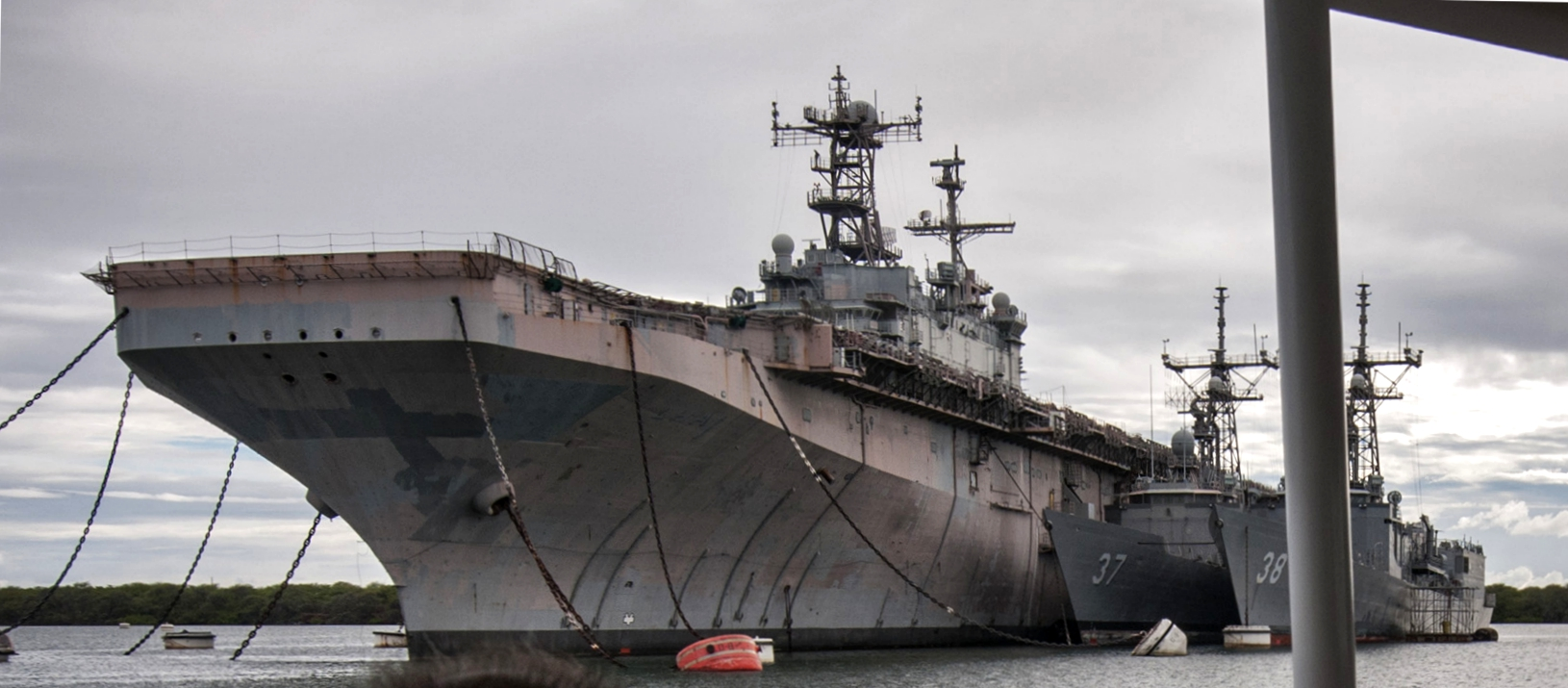
USS Tarawa, ya fuera de servicio, atracado en Pearl Harbor en el año 2013.

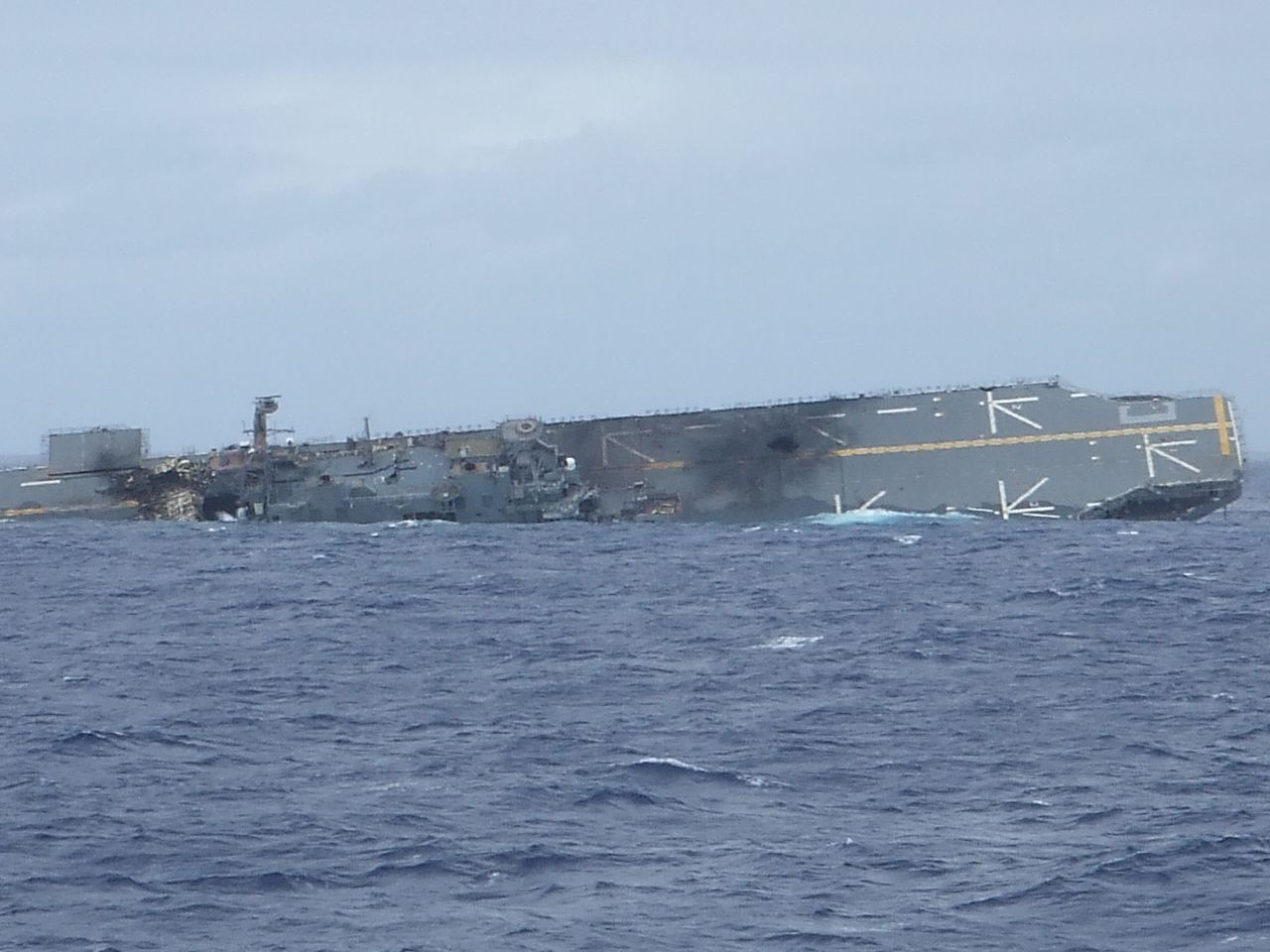
El Belleau Wood se voltea y se hunde tras su uso como blanco naval de fuego real en los ejercicios RIMPAC de 2006.

Los Tarawa comenzaron a ser retirados del servicio en el año 2005. Para el año 2011, cuatro de los cinco buques de asalto anfibio había sido dados de baja, dejando solo al Peleliu en servicio activo. El Peleliu fue dado de baja el 31 de marzo de 2015 en San Diego.
La clase Tarawa será reemplazada por buques de asalto anfibio de la clase America. El primer buque de la clase America fue asignado en el año 2014. Originalmente, cuatro estaban planeados (con el USS Makin Island de la clase Wasp construido como reemplazo directo para el Belleau Wood), pero esa cantidad ha sido reducida.

## Buques de la clase
| Nombre                   | Puesta de quilla        | Botado                  | Puesto en servicio       | Dada de baja          | Destino                                            |
| ------------------------ | ----------------------- | ----------------------- | ------------------------ | --------------------- | -------------------------------------------------- |
| USS Tarawa (LHA-1)       | 15 de noviembre de 1971 | 1 de diciembre de 1973  | 29 de mayo de 1976       | 31 de marzo de 2009   | En reserva                                         |
| USS Saipan (LHA-2)       | 21 de julio de 1972     | 18 de julio de 1974     | 15 de octubre de 1977    | 25 de abril de 2007   | Desguazado en 2009                                 |
| USS Belleau Wood (LHA-3) | 5 de marzo de 1973      | 11 de abril de 1977     | 23 de septiembre de 1978 | 28 de octubre de 2005 | Hundido como buque objetivo el 13 de julio de 2006 |
| USS Nassau (LHA-4)       | 5 de marzo de 1973      | 21 de enero de 1978     | 28 de julio de 1979      | 31 de marzo de 2011   | Desguazado en 2021                                 |
| USS Peleliu (LHA-5)      | 12 de noviembre de 1976 | 25 de noviembre de 1978 | 3 de mayo de 1980        | 31 de marzo de 2015   | En reserva                                         |